# (12504) Nuest
(12504) Nuest (1998 FS75) – planetoida z pasa głównego asteroid okrążająca Słońce w ciągu 3,69 lat w średniej odległości 2,39 j.a. Odkryta 24 marca 1998 roku.